# Erik Waller (biskop)
Erik Waller, född den 27 oktober 1732 i Västerås, död där den 30 maj 1811, var biskop och författare. 

## Biografi
Hans föräldrar var kollegan vid trivialskolan Peter Waller och Bureättlingen Anna Svedelia. 
I Uppsala, där Waller blev student 1743, studerade han först de matematiska vetenskaperna och lagerkransades vid promotionen 1755 men vände därefter sina studier åt teologin samt blev, sedan han låtit prästviga sig 1760, vice pastor vid Västerås domkyrkoförsamling. Utnämnd till hovpredikant 1763, befordrades han två år senare till komminister vid Storkyrkan i Stockholm, dit han flyttat redan 1762, blev kyrkoherde i Örebro 1775, teologie doktor 1778, domprost i Västerås 1798 och slutligen biskop i Västerås stift 1809. 
Vid riksdagarna 1778, 1800 och 1809 spelade han som riksdagsman en rätt bemärkt roll. Han hade skarpt och redigt huvud och stod i stor gunst hos Gustav III. Mera känd blev han först genom sin skrift om antagandet av en nationell klädedräkt (1774), som utgjorde svar på en av Patriotiska sällskapet framställd prisfråga och för vilken skrift han vann priset (en guldmedalj om trettio dukaters vikt) bland 56 tävlande. Den uppmärksamhet, han härigenom tillvann sig av Gustav III, förstod han klokt använda och var under hela sin bana lika ivrig hovman som häftig aristokratfördömare.
Som medlem av Kanslersgillet deltog Waller i det arbete, som ledde till 1807 års skolordning. Waller hade sitt eget förslag, som väl icke saknade hänsyn till en ny tids pedagogiska krav, men som framför allt gick ut på att binda skolundervisningen vid en viss fastslagen filosofisk terminologi. Waller hyste nämligen stor misstro mot kantianen Boëthius, vilkens skrifter han, delvis på grund av missförstånd, ansåg vara samhällsupplösande, och satte in all sin kraft för att hindra den nya filosofins inträde i skolan. Trots sin oräddhet, outtröttlighet och ihärdighet lyckades han dock icke hålla Lindblom och Adlerbeth stången. På grund av sina relationer till konungen var han dock en faktor att räkna med. Emellertid bär blott ingressen till den nya skolordningen vissa spår av Wallers yrkanden.

### Familj
Waller gifte sig 18 juni 1767 med Helena Elisabet Westén, dotter till brukspatronen Eric Westén i Arboga och Margareta Bong. De fick tillsammans häradshövdingen Pehr Waller, Anna Margareta Waller, Hedvig Elisabet Waller som var gift med Peter Carl af Burén och blev stammoder till adelsätten af Burén, Helena Ulrica Waller, brukspatron Eric Waller, Gustaf Waller och häradshövdingen Jacob Aron Waller i Västerås.

## Bild

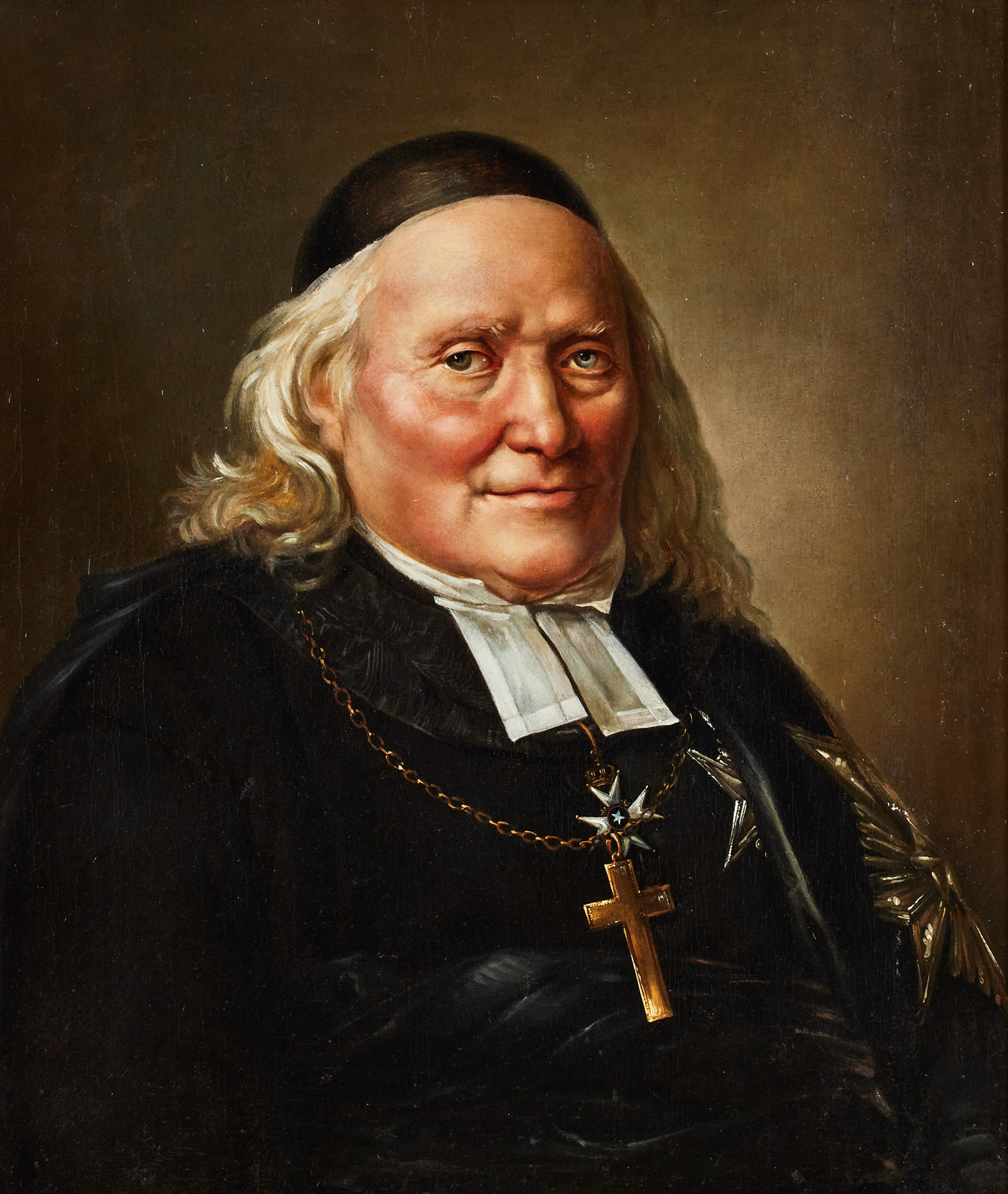
Waller avporträtterad i prästrock med Elva som krage. Han bär Nordstjärneordens kommendörskors runt halsen, samt kraschan på bröstet och kappan. Runt halsen bär han även ett biskopskors i kedja, allt av guld. På huvudet bär han kalott. Porträttet från 1805 av Per Krafft d.y..